# Маркова тропа
Маркова тропа (латыш. Markovas izziņu taka) — туристская пешеходная тропа, созданная в природном парке Даугавас локи в Латвии. Находится в посёлке Маркова в Аугшдаугавском крае.

## Описание
Тропа создана в одном из красивейших мест Верхней Даугавы — в низовье Путанского ручья у Марковского городища. Тропа образует замкнутый маршрут протяжённостью 1,6 км, и её можно пройти в течение 1 или 2 часов.
Цель тропы — познакомить путешественников с разнообразной природой долины Даугавы, памятниками истории культуры и живописными пейзажами, и способствовать просвещённости в отношении окружающей среды.
Тропу создали в период с 1993 по 1994 годы студенты и преподавательский состав Даугавпилсского университета. Автор элементов благоустройства — архитектор Мелдерис А. Маршрут открыт в мае 1994 года в рамках устроенной Фондом Культуры Латвии недели Даугавы при участии Президента государства Гунтиса Ульманиса.

### Объекты осмотра тропы
- Марковское городище
- Отметка уровня водохранилища проектируемой Даугавпилсской ГЭС
- Путанский ручей
- Низинный валун Путанского ручья
- Слутишкская усадьба
- Даугавсаргский меандровый круг
- Слутишкский крутояр
- Даугавские ворота («Даугавас варти», Слутишская и Вервери скалы)[1]